# 黃伯超

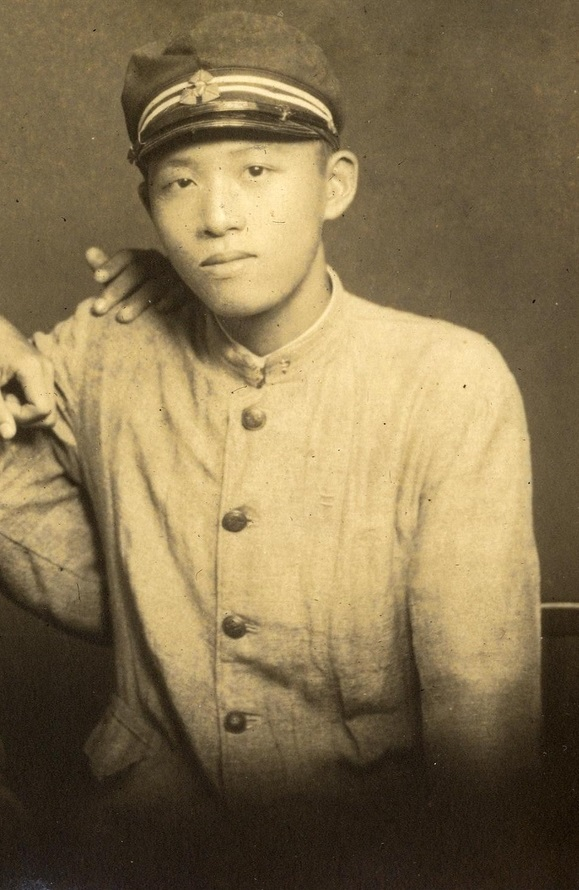
黃伯超肖像

黃伯超（1926年—2024年1月），文人暨醫學博士黃文陶的長子，台灣營養學界的開拓者與權威。

## 生平
黃伯超於1939年入學台北高等學校尋常科，1943年直升同校高等科，1945年3月再直升台北帝國大學醫學部，同時被徵召為學徒兵，8月退伍，10月再入學台灣大學醫學院。1949年6月台灣大學醫學院畢業，8、9月進入台大生化學科任教。1954年參與台灣進行首次大規模營養調查。1955年赴美國杜蘭大學（Tulane University）醫學院進修，1957年返國，1958年再取得日本東京慈惠會醫科大學博士學位。1961年與董大成等人發表台灣產常用食品之營養成份分析表。1965年到1967年間再赴美國麻省理工學院進修。
1971年進行國內最早的膳食調查。1972年出任國際營養科學聯盟（IUNS）之高蛋白食物評定小組成員。1975年和游素玲共同出版《營養學精要》，為國內營養相關科系最普遍被採用的教科書。1978年出任國際營養科學聯盟之蛋白-熱量營養不良症小組成員，同年出任台灣大學醫學院教務分處主任（至1984）。
1980年9月主持國內首次的大規模膳食營養狀況調查。1981年爭取台灣營養學會加入國際營養科學聯盟。同年獲教育部學術獎（醫科）。
1983年主持台灣最早的減肥班。1984年出任台灣大學醫學院生化學科主任（至1987）。同年起十度出任衛生署食品衛生安全諮議委員會委員。
1985年其蛋白質需要量研究為WHO/FAO/UNU的報告書所引用。同年獲台灣營養學會傑出營養學貢獻獎、出任中華民國營養學會理事長（至1989）、出任純青嬰幼兒研究基金會董事（至1995）等。
1987年提出標準體重公式，成為普遍被採用的標準體重計算方式。同年8月出任台灣大學醫學院院長（至1991）。
1991年出任教育部醫學教育委員會常務委員（至2001），以及教育部學術審議委員會常務委員（至2001）。同年出任台灣大學景福基金會董事長（至1996）、出任台北高校同學會總幹事（至2003）。
1992年出任中華民國台灣醫學會理事長（至1995）。1993年獲頒國際營養科學聯盟傑出會員（IUNS Fellow）。1994年出任美國國立衛生研究院Fogarty國際中心獎學金提名委員會主席（1994前後四至五年）。
1995年出任純青嬰幼兒研究基金會董事長。1996年獲頒中華民國營養學會特殊貢獻獎，以及衛生署一等衛生獎章。
1999年出任醫院評鑑暨醫療品質策進會第一任及第二任董事（至2004）、教育部醫學教育審議委員會召集人、國家衛生研究院醫學院評鑑規畫委員會委員。2002年出任台灣醫學教育學會創會理事長（至2007）。同年與潘文涵等人修訂台灣成人肥胖標準，由衛生署公布並延用至今。
2004年出任台北高校同學會會長（至2009）。獲頒保健食品發展特殊貢獻獎。2007年出任亞洲營養學會聯合會會長（至2011），並主辦第十屆亞洲營養大會。
2024年1月病逝。